# Hollywood (mini-série)
Pour les articles homonymes, voir Hollywood (homonymie).
Hollywood est une mini-série télévisée américaine en sept épisodes de 44–57 minutes, créée par Ryan Murphy et Ian Brennan et diffusée intégralement le 1er mai 2020 partout dans le monde sur le service Netflix, incluant les pays francophones.
Inspiré par le livre Full Service de Scotty Bowers, la série se déroule en plein âge d'or hollywoodien, juste après la Seconde Guerre mondiale, et suit un groupe d'artistes dont le rêve est de faire carrière dans l'industrie cinématographique. Elle mélange faits réels et éléments de fiction notamment via des versions revisitées de personnes ayant réellement existé comme Rock Hudson, Henry Willson, Anna May Wong, Tallulah Bankhead ou encore Hattie McDaniel.

## Synopsis
À Los Angeles, quelque temps après la Seconde Guerre mondiale, un groupe d'artistes est prêt à tout pour démarrer une carrière dans l'industrie cinématographique. En plein âge d'or hollywoodien, ils vont découvrir les coulisses d'une industrie remplie d'inégalités notamment envers les personnes de couleur, les femmes ou les homosexuels… Ils vont donc devoir se battre pour réaliser leurs rêves.

## Distribution

### Acteurs principaux
- David Corenswet (VF : Julien Allouf) : Jack Castello
- Darren Criss (VF : Gauthier Battoue) : Raymond Ainsley
- Laura Harrier (VF : Corinne Wellong) : Camille Washington
- Joe Mantello (VF : Pierre Tessier) : Richard « Dick » Samuels
- Dylan McDermott (VF : Xavier Fagnon) : Ernest « Ernie » West
- Jake Picking (en) (VF : Emmanuel Garijo) : Roy Fitzgerald / Rock Hudson
- Jeremy Pope (VF : Jean-Baptiste Anoumon) : Archie Coleman
- Holland Taylor (VF : Cathy Cerda) : Ellen Kincaid
- Samara Weaving (VF : Élisabeth Ventura) : Claire Wood
- Jim Parsons (VF : Fabrice Fara) : Henry Willson
- Patti LuPone (VF : Julie Carli) : Avis Amberg

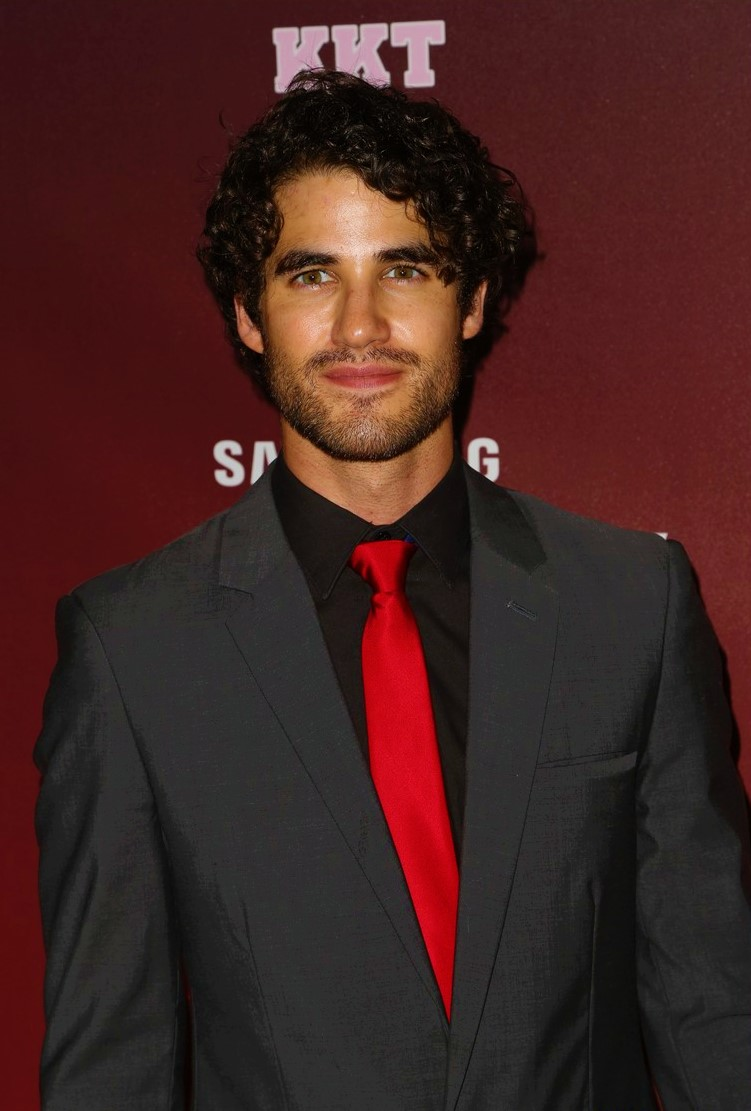
Darren Criss interprète Raymond.
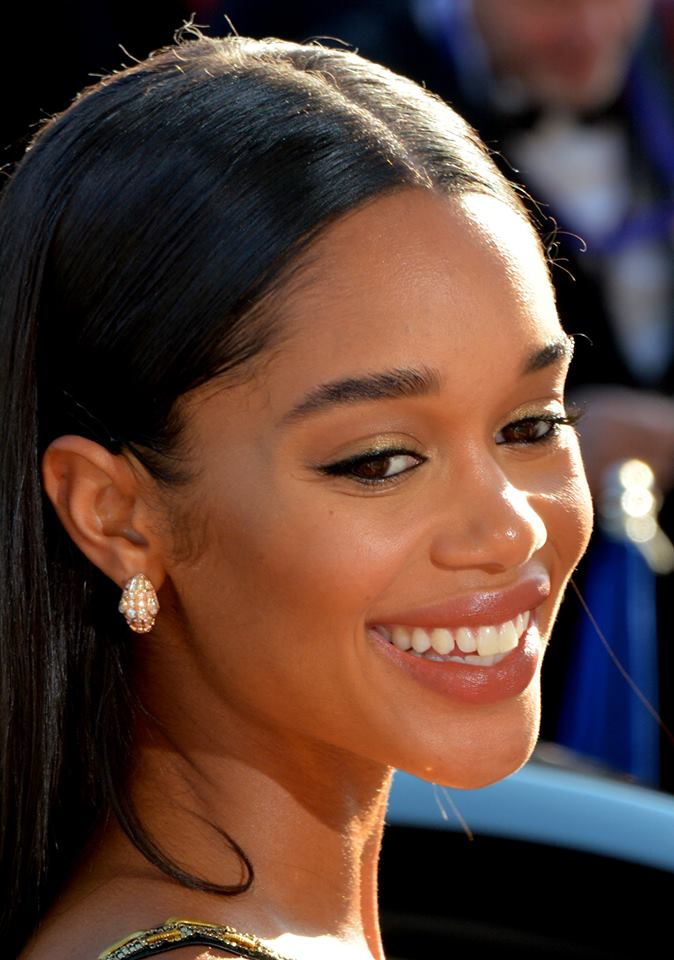
Laura Harrier interprète Camille.
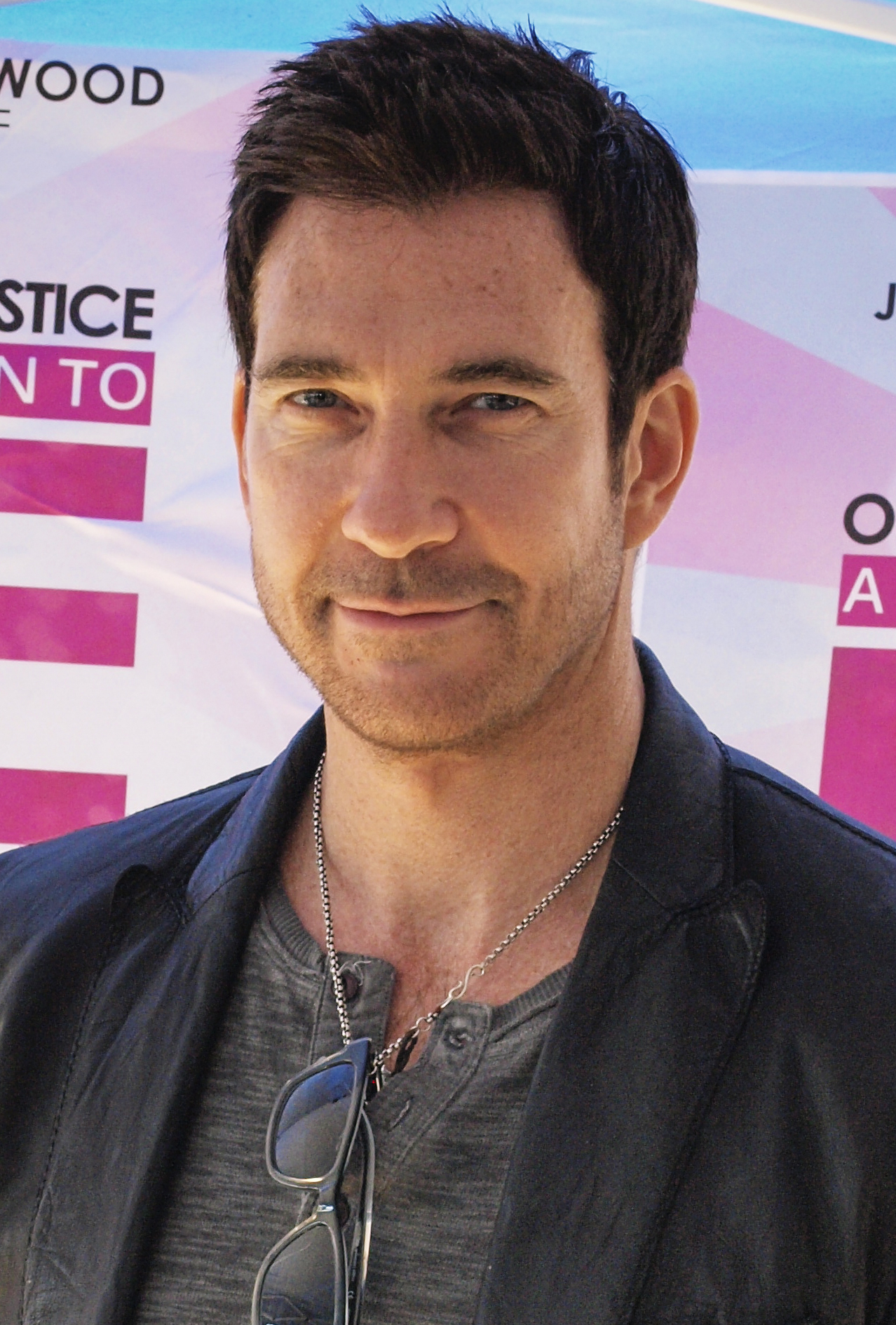
Dylan McDermott interprète Ernie.
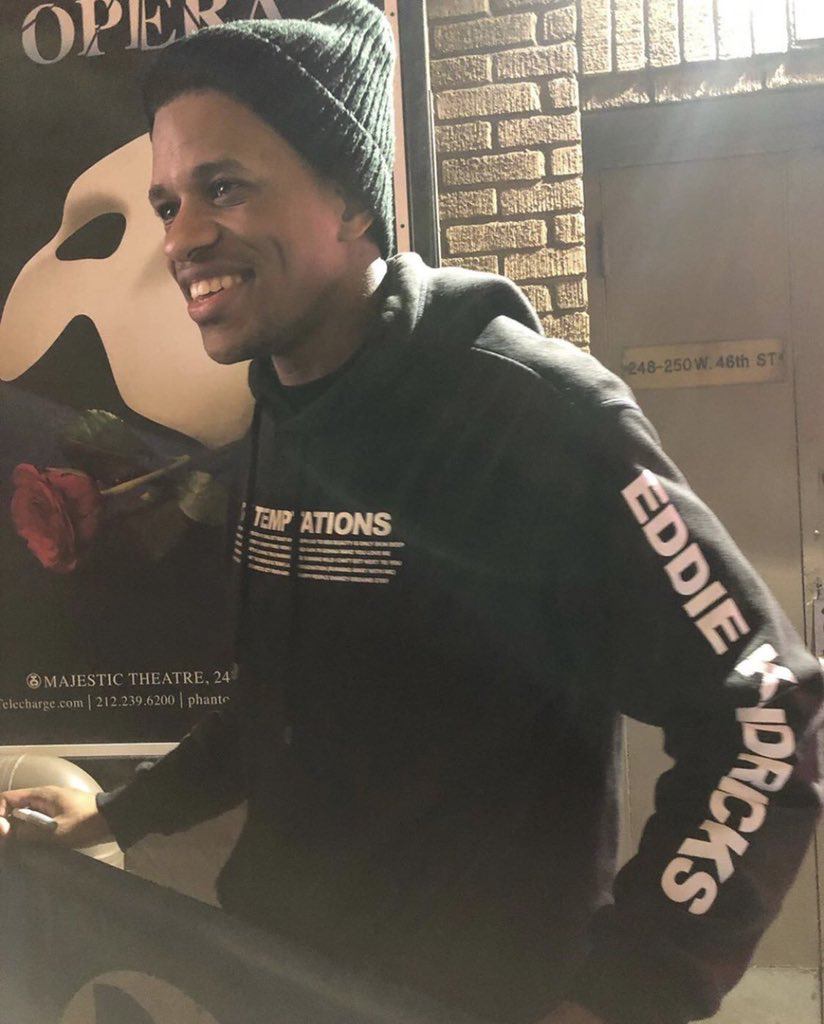
Jeremy Pope interprète Archie.
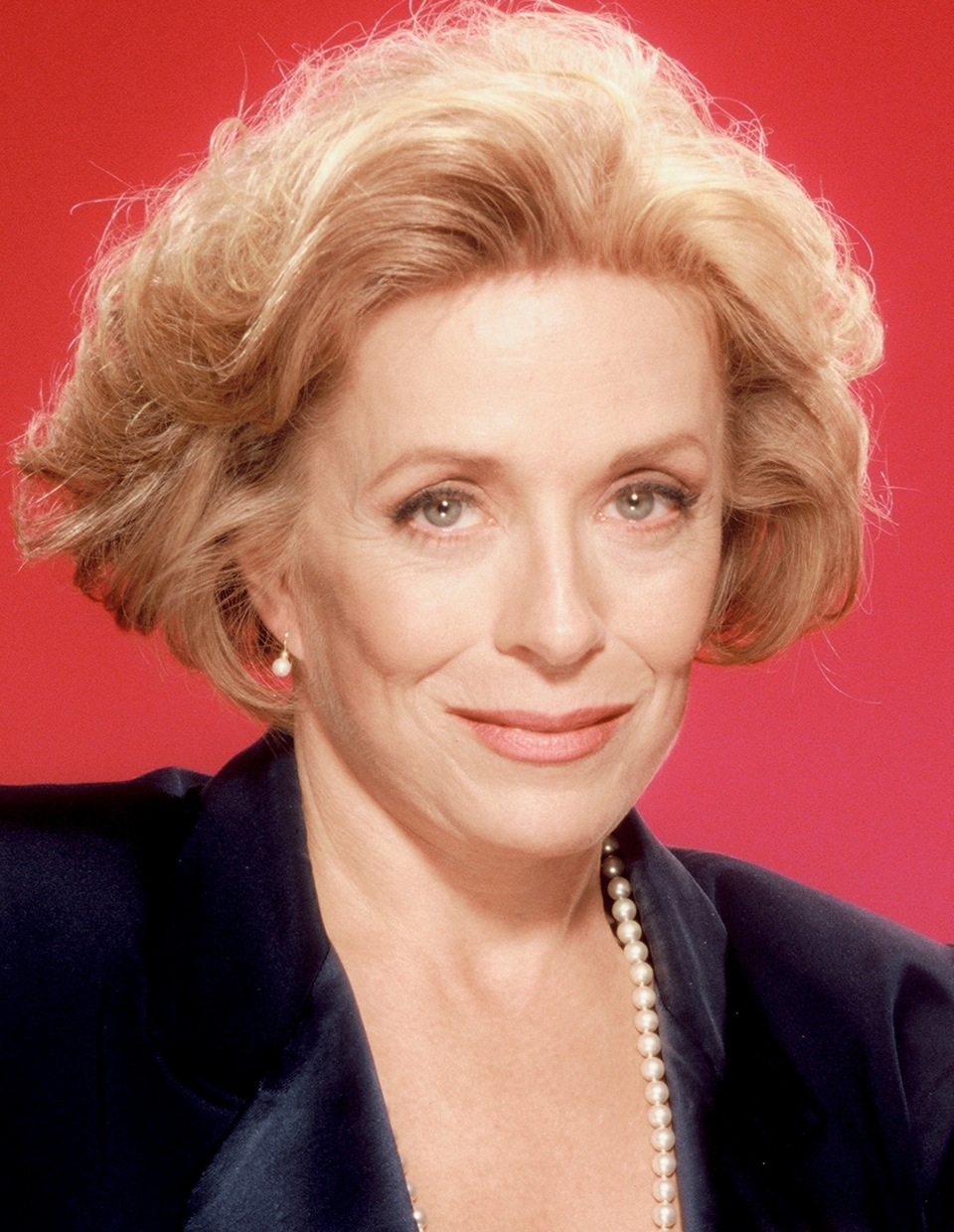
Holland Taylor interprète Ellen.
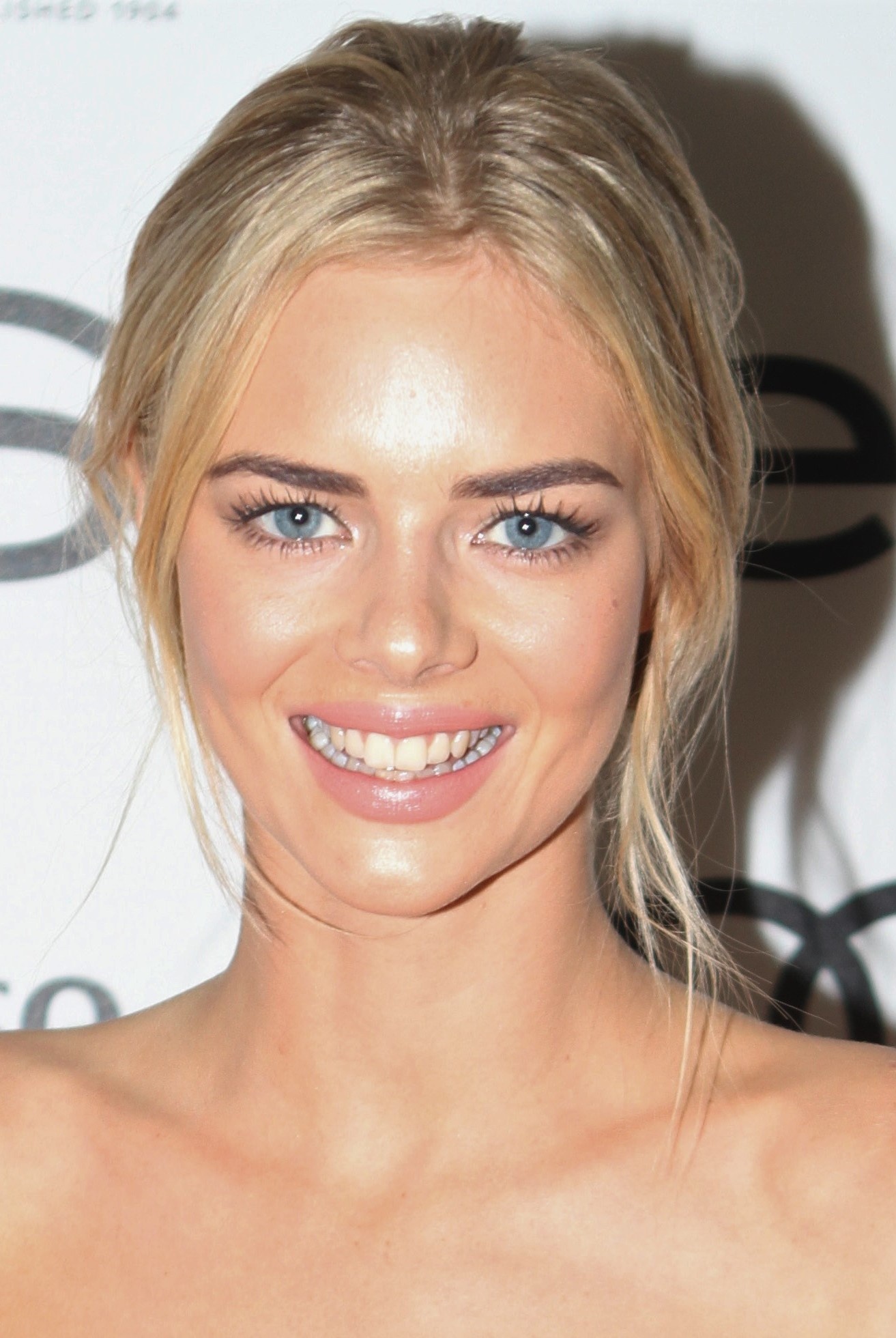
Samara Weaving interprète Claire.
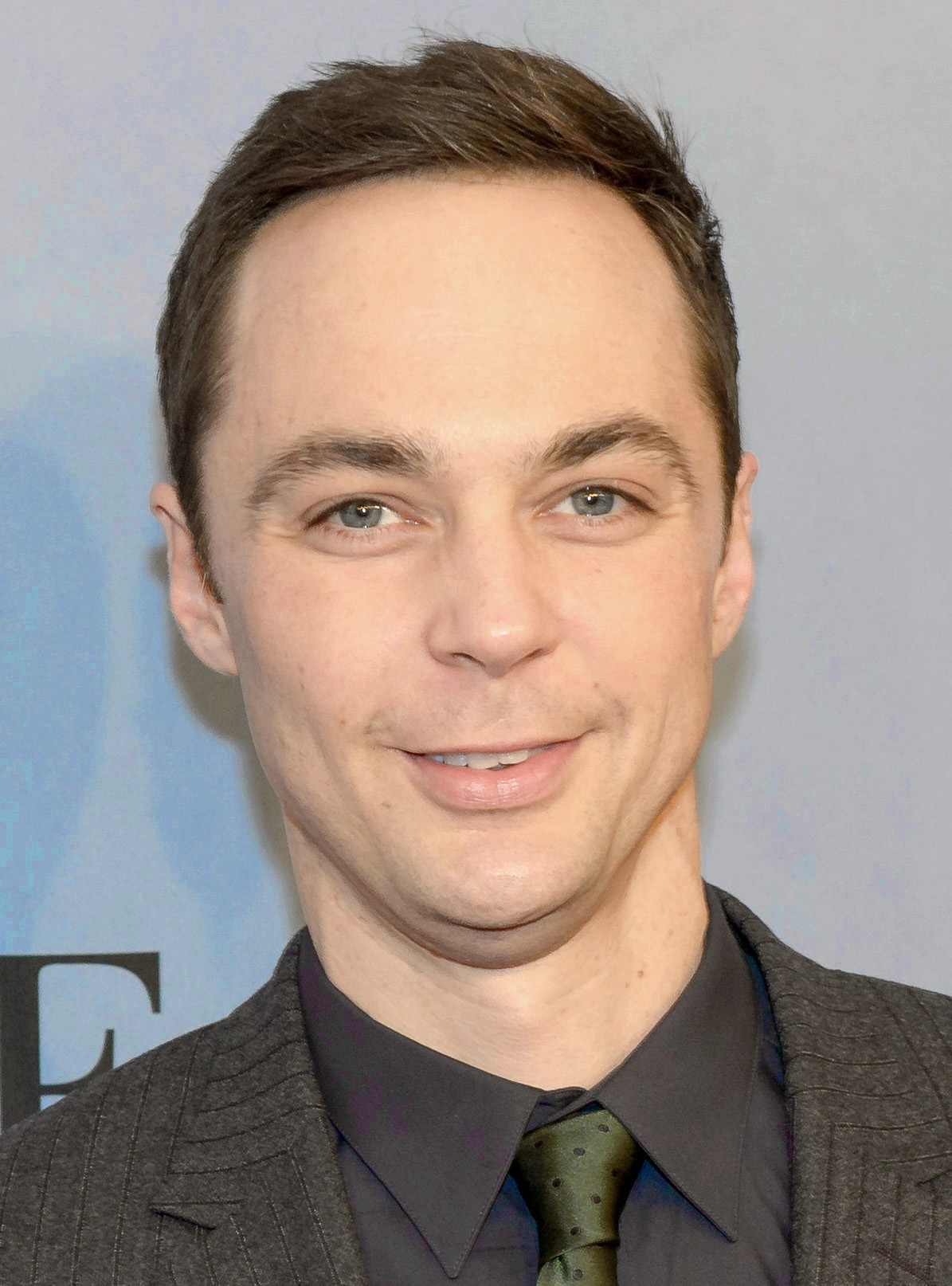
Jim Parsons interprète Henry

### Acteurs récurrents
- Maude Apatow (VF : Victoria Grosbois) : Henrietta Castello
- Mira Sorvino (VF : Danièle Douet) : Jeanne Crandall
- Michelle Krusiec (VF : Yumi Fujimori) : Anna May Wong

### Acteurs invités
- Rob Reiner (VF : José Luccioni) : Ace Amberg
- Brian Chenoweth (VF : Arnaud Arbessier) : Lon Silver
- Nicola Bertram (en) : Gertie
- Jake Regal : Erwin Kaye
- Paget Brewster (VF : Vanessa Van-Geneugden) : Tallulah Bankhead
- Katie McGuinness (VF : Barbara Beretta) : Vivien Leigh
- Daniel London (VF : Jean-François Lescurat) : George Cukor
- Billy Boyd (VF : Sébastien Desjours) : Noël Coward
- Queen Latifah (VF : Armelle Gallaud) : Hattie McDaniel
- Harriet Sansom Harris (VF : Colette Marie) : Eleanor Roosevelt
- Alison Wright (VF : Annie Le Youdec) : Mme Roswell

 Source et légende : version française (VF) sur RS Doublage et le carton de doublage en fin d'épisode sur Netflix.

## Production

### Développement
Le 22 février 2019, Ryan Murphy annonce la commande par le service Netflix d'une mini-série sur l'âge d'or d'Hollywood. Créée avec Ian Brennan, l'un de ses collaborateurs récurrents, la série marque la deuxième production de Murphy pour Netflix après The Politician, à la suite du contrat d'exclusivité signé par le producteur en 2018.
En septembre 2019, les acteurs Darren Criss et David Corenswet rejoignent le projet en tant que producteurs délégués,. Janet Mock, collaboratrice de Murphy sur la série Pose, est également annoncée à la production de la série.
Le 20 février 2020, Netflix annonce que la série sera mise en ligne intégralement le 1er mai 2020 sur sa plateforme.

### Choix des interprètes
En septembre 2019, en plus de rejoindre la série en tant que producteurs délégués, il est dévoilé que Darren Criss et David Corenswet font également parti de la distribution principale de la série,.
Quelques jours après eux, une grande partie du reste de la distribution est dévoilée avec l'arrivée de Jeremy Pope, Holland Taylor, Patti LuPone, Dylan McDermott, Samara Weaving, Jim Parsons, Maude Apatow et Joe Mantello,. En décembre 2019, la participation de Mira Sorvino, Rob Reiner et Michelle Krusiec en tant qu'invités est confirmée.
Par la suite, le reste de la distribution et leurs personnages furent dévoilés au fur et à mesure de la promotion de la série par Netflix,.

### Tournage
Le tournage a lieu dans la ville de Los Angeles et dans ses environs.

### Fiche technique
Sauf indication contraire, les informations mentionnées dans cette section peuvent être confirmées par la base de données cinématographiques IMDb,  présente dans la section « Liens externes ».
- Titre original : Hollywood
- Création : Ryan Murphy et Ian Brennan
- Réalisation : Ryan Murphy (1 épisode), Daniel Minahan (1 épisode), Michael Uppendahl (2 épisodes), Janet Mock (2 épisodes) et Jessica Yu (1 épisode)
- Scénario : Ryan Murphy (6 épisodes), Ian Brennan (7 épisodes), Janet Mock (2 épisodes) et Reilly Smith (1 épisode)
- Casting : Courtney Bright et Nicole Daniels
- Direction artistique : Mark Robert Taylor
- Décors : Matthew Flood Ferguson
- Costumes : Sarah Evelyn
- Photographie : Simon Dennis et Blake McClure
- Montage : Suzanne Spangler
- Musique : Nathan Barr
- Production : Lou Eyrich, Eryn Krueger Mekash et Todd Nenninger
- Production déléguée : Ian Brennan, David Corenswet, Darren Criss, Eric Kovtun, Ned Martel, Alexis Martin Woodall, Janet Mock, Ryan Murphy et Jim Parsons
- Sociétés de production : Ryan Murphy Productions et Prospect Films
- Société de distribution : Netflix
- Pays d’origine :  États-Unis
- Langue originale : anglais
- Format : couleur - 1080p (HDTV) / 2160p (4K UHD) - Dolby Digital 5.1
- Genre : Drame historique
- Nombre d’épisode : 7
- Durée : 44–57 minutes
- Dates de première diffusion :
  - États-Unis : 23 février 2020 (avant-première à Los Angeles)
  - Monde : 1er mai 2020 (diffusion sur Netflix)

## Épisodes
1. Vive Hollywood (Hooray for Hollywood)
2. Vive Hollywood - 2e partie (Hooray for Hollywood: Part 2)
3. Hors-la-loi (Outlaws)
4. À l'épreuve des essais ((Screen) Tests)
5. Le Saut (Jump)
6. Meg (Meg)
7. Une fin Hollywoodienne (A Hollywood Ending)

## Accueil

### Critiques
Lors de sa sortie, la série a divisé les critiques aux États-Unis. Sur le site agrégateur de critiques Rotten Tomatoes, elle recueille 59 % de critiques positives, avec une note moyenne de 5,87/10 sur la base de 58  critiques collectées (ce qui représente un échantillonnage faible et non représentatif de l’audience). Le consensus critique établi par le site résume que « la série a du cœur et du style mais manque de subtilité ». Néanmoins, le site précise que la série « a de très bonnes intentions mais une histoire trop compliquée ».
Sur Metacritic, la série obtient la note moyenne de 54/100 basée sur 26 (ce qui est à nouveau non exhaustif) critiques collectées.

## Distinction

### Nomination
- Golden Globes 2021 : Meilleur acteur dans un second rôle dans une série, une mini-série ou un téléfilm pour Jim Parsons